# Cenerentola - Il gioco del destino
Cenerentola - Il gioco del destino (Cinderella III: A Twist in Time), intitolato anche Cenerentola III - Il gioco del destino, è un film d'animazione direct-to-video del 2007 diretto da Frank Nissen.
È il secondo sequel direct-to-video del Classico Disney del 1950 Cenerentola. Canonicamente è una continuazione del Cenerentola originale, piuttosto che di Cenerentola II - Quando i sogni diventano realtà (2002), anche se a causa della sua insolita sequenza cronologica esso riconosce gli eventi di quel film, utilizzando alcuni dei suoi personaggi. Quasi tutti i nuovi personaggi nel sequel precedente fecero breve apparizioni cameo (ad eccezione di Prudence, che fu di nuovo doppiata da Holland Taylor nella versione originale, riprendendo il suo ruolo dal sequel).
Il film venne distribuito negli Stati Uniti il 6 febbraio 2007.

## Trama
Per festeggiare l'anniversario di matrimonio tra Cenerentola e il Principe Azzurro, la Fata Smemorina decide di preparare una sorpresa per loro assieme a Giac e Gas con un pic-nic nella foresta. Nelle vicinanze tuttavia c'è la vecchia casa della protagonista, dove Anastasia e Genoveffa stanno amaramente sbrigando le faccende di casa al posto della giovane ragazza trasferitasi al castello.
Mentre scappa fuori per evitare il lavoro, Anastasia si imbatte nella bacchetta magica che Smemorina aveva perso e, nella lotta che ne segue, la trasforma accidentalmente in pietra. Lady Tremaine e Genoveffa, dopo essersi precipitate in giardino disturbate dal baccano creatosi, alla vista della bacchetta magica, decidono di darsi un'altra possibilità nel cambiare il loro destino. La donna usa infatti l'oggetto per tornare indietro nel tempo con le figlie al giorno in cui il granduca aveva provato la scarpetta di cristallo su Cenerentola: la povera ragazza è ancora bloccata nella soffitta mentre Giac e Gas lottano con Lucifero per ottenere la chiave e così liberarla. Lady Tremaine, con l'aiuto della magia, espande la scarpetta in modo che si adatti su Anastasia, e tutte vengono portate al palazzo mentre esce Cenerentola, arrivata troppo tardi. La nobildonna rompe l'altra scarpetta che la fanciulla teneva in mano, il suo unico alibi, e la mette in guardia di tenersi lontana dal palazzo. Cenerentola però non si arrende e si intrufola nel castello con Giac e Gas.
Comprensibilmente, il principe si accorge che Anastasia non era la ragazza con cui aveva ballato, ma Lady Tremaine altera la sua memoria con la bacchetta e lui accetta la ragazza come sua sposa. Giac e Gas vedono questo da lontano e informano Cenerentola che la sua matrigna ha la bacchetta della Fata Smemorina. La protagonista si traveste da cameriera per entrare nella stanza della nobildonna, ma viene scoperta mentre i topi scappano con la bacchetta. Purtroppo, le "corrotte" guardie del palazzo catturano Cenerentola, poco prima di poter ripristinare la memoria del principe. La fanciulla tocca brevemente la mano del ragazzo e lui comincia a riconoscerla, ma Lady Tremaine ordina che la ragazza venga messa sulla prossima nave che fosse partita dal regno. I topi trovano il principe e gli spiegano tutta la storia, e lui, dopo aver capito che Anastasia era la ragazza sbagliata, cavalca via per intercettare la nave proprio mentre lascia il porto. Cenerentola abbraccia il principe e le sue vere memorie tornano. Lui le chiede subito di sposarlo e lei accetta.
Il principe riporta Cenerentola al castello e spiega tutto al granduca e al re. Quest'ultimo ordina che Lady Tremaine e le sue figlie vengano arrestate, ma loro riescono a fuggire usando la bacchetta. Il sovrano dichiara le Tremaine come fuorilegge e ordina che vengano trovate. Tuttavia, Lady Tremaine non si arrende e, mentre Cenerentola si sta preparando per il matrimonio, lei esce con Anastasia, trasformata per magia in una copia della protagonista. Quando quest'ultima cerca di far ragionare la sorellastra che quello che sta facendo è sbagliato, Anastasia ammette per la prima volta che avrebbe voluto avere ciò che Cenerentola ha sempre avuto ovvero grazia e bellezza, cose che non ha mai avuto a causa del suo aspetto bruttino e sgraziato rivelando che è questo il motivo per cui si è sempre comportata in maniera crudele con lei, sperando che oscurando la bellezza della sorellastra potesse sentirsi almeno per una volta bella e graziosa, cosa che in realtà non è mai avvenuta. Cenerentola domanda se Anastasia ami davvero il Principe ma, prima che quest'ultima possa rispondere, Lady Tremaine afferma con disprezzo che l'amore non è servito a niente alla figliastra e trasporta lei, Giac e Gas nel parco del castello, dove dovranno morire in una carrozza di zucca contorta con Lucifero come suo cocchiere, ma riescono a sconfiggerlo e a fuggire, lasciando il gatto incagliato nella foresta.
Cenerentola corre al castello mentre i voti sono in procinto di essere scambiati. Tuttavia, all'ultimo momento, la coscienza di Anastasia ha la meglio su di lei facendole rifiutare il principe, rendendo però furiose la malvagia madre e la sorella. Escono allo scoperto e qui Lady Tremaine accusa Anastasia di essere una figlia ingrata e viziata poiché le aveva sempre dato ciò che desiderava ma la ragazza afferma che vuole essere amata per ciò che è. A quelle parole la nobildonna, non volendo sentire ragioni, va su tutte le furie decidendo di vendicarsi di tutti e il re ordina di arrestarle, ma Lady Tremaine usa la bacchetta per respingere le guardie e trasformarle in animali. Mentre si prepara poi a maledire Cenerentola e Anastasia, il principe usa la sua spada per riflettere la magia su Tremaine stessa e Genoveffa, che si trasformano in rospi e vengono trasportate nella cantina del castello. Recuperata la bacchetta, Anastasia torna alla sua forma originale e la cede a Cenerentola che, dopo averla ringraziata e perdonata, porta nella sala la Fata Smemorina, non più una statua. Vergognandosi, Anastasia restituisce al re una conchiglia preziosa che lui le aveva dato, ma il monarca le permette di tenerla, sulla base del fatto che tutti meritano il vero amore. La ragazza, pentitasi del male che ha fatto, accetta finalmente Cenerentola come sorella che l'abbraccia felice di avere qualcuno dopo suo padre che le vorrà bene. La Fata Smemorina propone di invertire la linea temporale al suo stato originale, portandoli nella loro "vita precedente", ma Cenerentola e il principe, non capendo di cosa parli, continuano a guardarsi innamorati e la fata lascia perdere. Ancora una volta, i due si sposano e di nuovo "vissero per sempre felici e contenti".
Durante i titoli di coda, scorrono alcuni quadri su una parete che ci mostrano alcuni dei personaggi. In particolare si nota Anastasia innamorata del panettiere, già visto in Cenerentola II - Quando i sogni diventano realtà e spicca anche una parodia de L'urlo. In una scena mid credits, Lady Tremaine e Genoveffa, invece, tornano in sembianze umane e si spaventano nel rendersi conto di essere vestite da serve.

## Produzione
Questo film fu l'ultima produzione della Disney Australia (lo studio venne chiuso e le attrezzature messe all'asta una volta completata la produzione del film nel luglio 2006). A differenza del sequel precedente, Cenerentola II - Quando i sogni diventano realtà, che era stato in gran parte prodotto in Giappone (anche quello studio aveva chiuso poco dopo il completamento di Cenerentola II), agli animatori di Cenerentola: Il gioco del destino vennero dati fogli modello meticolosi e ampie sequenze live-action per il riferimento dell'animazione.

## Colonna sonora
La colonna sonora è stata pubblicata negli Stati Uniti il 2 marzo 2007 e comprende i brani seguenti:
1. Cast – Perfectly Perfect
2. Cinderella (Jennifer Hale) – More than a Dream
3. Jaq & Gus Gus (Rob Paulsen e Corey Burton) – At the Ball
4. Jaq & Gus Gus (Paulsen e Burton) – At the Ball (Reprise)
5. Hayden Panettiere – I Still Believe
6. Laura Dickinson – More than a Dream (Pop Version)
7. Joel McNeely – A Love for All Time (Love Theme from Cinderella 3)

## Distribuzione

### Edizione italiana
L'edizione italiana del film è stata curata dalla Disney Character Voices International. Il doppiaggio, eseguito dalla Royfilm, è stato diretto da Leslie La Penna, autore anche dei dialoghi. I testi italiani delle canzoni sono della doppiatrice Lorena Brancucci e la direzione musicale è di un altro doppiatore, Ermavilo. Il cast vocale del film precedente torna quasi al completo, con tre cambiamenti:
- Melina Martello sostituisce la defunta Angiolina Quinterno nel ruolo di Lady Tremaine;
- Silvia Pepitoni sostituisce Maria Cristina Brancucci nelle parti cantate della Fata Smemorina;
- Rossella Ruini sostituisce Renata Fusco nelle parti cantate di Cenerentola.

#### Doppiaggio
| Personaggio            | Doppiatore originale                                | Doppiatore italiano                                    |
| ---------------------- | --------------------------------------------------- | ------------------------------------------------------ |
| Cenerentola            | Jennifer Hale (dialogo) Tami Tappan Damiano (canto) | Monica Ward (dialogo) Rossella Ruini (canto)           |
| Anastasia              | Tress MacNeille (dialogo) Lesli Margherita (canto)  | Tatiana Dessi (dialogo) Giò Giò Rapattoni (canto)      |
| Principe               | Christopher Daniel Barnes                           | Francesco Bulckaen (dialogo) Roberto Stafoggia (canto) |
| Matrigna Lady Tremaine | Susanne Blakeslee                                   | Melina Martello                                        |
| Gas Gas                | Corey Burton                                        | Roberto Stocchi                                        |
| Giac                   | Rob Paulsen                                         | Luca Dal Fabbro (dialogo) Stefano Rinaldi (canto)      |
| Re                     | Andre Stojka                                        | Bruno Alessandro                                       |
| Genoveffa              | Russi Taylor                                        | Emanuela Baroni (dialogo) Claudia Arvati (canto)       |
| Fata Smemorina         | Russi Taylor                                        | Alina Moradei (dialogo) Silvia Pepitoni (canto)        |
| Granduca Monocolao     | Rob Paulsen                                         | Ambrogio Colombo                                       |
| Vescovo                | Rob Paulsen                                         |                                                        |
| Prudence               | Holland Taylor                                      | Antonella Rendina                                      |
| Lucifero               | Frank Welker                                        | Saverio Indrio                                         |

## Accoglienza

### Critica
Cenerentola - Il gioco del destino ha ricevuto un'accoglienza generalmente positiva tra gli otto critici raccolti da Rotten Tomatoes, che gli ha dato un punteggio del 75%.
Lo scrittore della rivista Slate Dan Kois utilizzò Cenerentola - Il gioco del destino per difendere i meriti dei sequel direct-to-video della Disney, dopo che la Disney aveva annunciato di stare eliminando la produzione di qualsiasi altro sequel. Kois sottolinea che in Cenerentola - Il gioco del destino la sorellastra malvagia (Anastasia) - in origine una "balorda caricatura" - diventa finalmente un personaggio completamente concretizzato, e alcune delle assurdità del film originale vengono gentilmente prese in giro.
Molti hanno notato numerose similitudini tra la premessa del film e quella di Twice Charmed: An Original Twist on the Cinderella Story, un musical teatrale in stile Broadway creato dalla Walt Disney Creative Entertainment che attualmente viene eseguito sulla Disney Cruise Line.

## Edizioni home video

### DVD
La prima edizione DVD del film uscì in Italia il 29 marzo 2007. La seconda edizione DVD è uscita il 12 settembre 2012, insieme con la prima edizione BD. In questa seconda edizione il titolo del film è stato modificato in Cenerentola III - Il gioco del destino.

### Blu-ray
La prima edizione BD del film è uscita in Italia il 12 settembre 2012. Il BD, disponibile solo in un cofanetto con la Diamond Edition di Cenerentola, contiene entrambi i sequel.